# G-Dragon
Dans ce nom coréen, le nom de famille, Kwon Ji-yong, précède le nom personnel.
Kwon Ji-yong (hangeul : 권지용), connu sous le nom de scène G-Dragon (hangeul : 지드래곤) ou GD, né le 18 août 1988 à Séoul, est un rappeur, auteur-compositeur et producteur sud-coréen. G-Dragon est le leader du groupe Big Bang. Depuis ses débuts, G-Dragon, appelé aussi "King of K-Pop" a participé à la composition, l'écriture et la production de nombreuses chansons du groupe, de même pour ses albums solos. Il est connu également pour son style vestimentaire et son influence aussi bien dans le domaine musical que de la mode et est donc surnommé l'« icône de la mode coréenne ».
En 2016, G-Dragon est classé en deuxième position après Psy dans la liste des plus riches musiciens de K-pop.

## Biographie

### Jeunesse et études
Kwon Ji-Yong est le fils cadet de Kwon Young-hwan et frère de Kwon Da-mi. Diplômé en 2009, il entre à l'université Kyung Hee où il étudie la musique postmoderne avec Daesung. En 2011, Kwon Ji-Yong est transféré à l'université numérique Gukje avec Daesung dans le département des sports et des loisirs.

### Carrière
Kwon Ji-Yong a commencé sa carrière en 1996 dans le groupe Little Roora jusqu'en 2001 après avoir sorti un album de Noël, Christmas Carols. Le contrat du groupe a été résilié par leur compagnie de disques. À la suite de la séparation du groupe, Kwon Ji-Yong était sous le choc car il voulait continuer à être chanteur. Il décida de ne plus être chanteur à nouveau.
Bien qu'il ait ensuite promis à sa mère « qu'il ne voudrait plus devenir chanteur de nouveau », il a été repéré et recruté par le label SM Entertainment lors d'un voyage de ski avec sa famille où il participait à une compétition de danse. Il fut donc un stagiaire sous ce label pendant cinq ans, se spécialisant dans la danse, avant qu'il ne le quitte, puisque ce n'était pas cela qu'il voulait faire. En troisième année, Kwon Ji-Yong a été présenté au groupe de rap américain Wu-Tang Clan par un ami. Inspiré par leur musique, Kwon Ji-Yong a exprimé son intérêt pour le rap et a commencé à prendre des cours à l'âge de douze ans. C'est à treize ans qu'il intègre le label YG Entertainment. La première année, il s'occupait de faire le ménage du studio et de ramasser les bouteilles d'eau vides après les entraînements. Plus tard, il fit la connaissance de Taeyang, un autre stagiaire. Ensemble, les deux ont inventé le duo GDYB et Kwon Ji-Yong choisissant le nom de scène G-Dragon.

### 2006: Début avecBig Bang

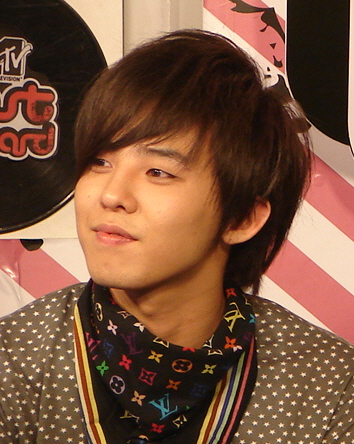
G-Dragon en Thaïlande en 2007.

Après six années de formations et avoir fait plusieurs apparitions sur d'autres albums d'artistes du label YG Entertainment, G-Dragon fait ses débuts officiels en tant que leader du groupe Big Bang aux côtés de Taeyang. Il contacte T.O.P, son ami d'enfance avec qui il rappait souvent à l'école lorsque YG Entertainment cherche des candidats pour le groupe mais T.O.P ne sera accepté que six mois plus tard à cause de son poids. C'est ensuite seulement Daesung et  Seungri les rejoignent.
Dans le premier single de Big Bang, G-Dragon écrit son premier solo This Love, une reprise de la chanson de Maroon 5. À la suite de la sortie du mini-album du groupe Always, G-Dragon a commencé à s'impliquer davantage dans la production des albums du groupe. Il a composé le premier gros tube du groupe, Lies. Leur mini-album suivant connait un succès similaire au premier et Last Farewell, une autre composition de G-Dragon se retrouve au top de tous les classements.
Par la suite, en 2008, Haru Haru connaît un immense succès avec leur 3e mini-album Stand Up. Encore une fois, il s'agissait d'une composition de G-Dragon.
En 2009, pendant la pause de Big Bang, G-Dragon a sorti son premier album solo, Heartbreaker, qui est devenu l'un des albums les mieux accueillis de l'année, recueillant des ventes de plus de 200 000 exemplaires ; aujourd'hui, il se place encore dans le top 20 des charts en Corée.
Peu de temps après la sortie de Heartbreaker, G-Dragon a été accusé de plagiat par la Sony Music Entertainment : ses pistes Heartbreaker et Butterfly étaient accusées d'être similaires à la chanson Right Round de Flo Rida et She's Electric de  Oasis. Cependant, EMI, le label de Flo Rida, a déclaré qu'ils ne voyaient pas les similitudes entre ces deux chansons. Le 6 mars 2010, YG Entertainment ont annoncé qu'ils avaient personnellement contacté les représentants de Flo Rida pour une collaboration des deux rappeurs sur l'album live de Shine a Light (en), laquelle Flo Rida a accepté.

## Image publique et style musical

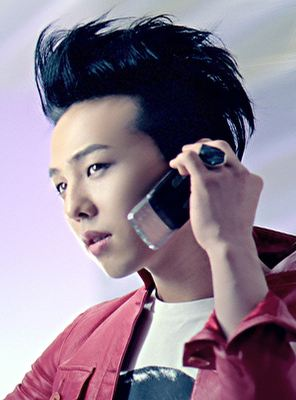
G-Dragon posant dans une publicité de LG en 2009.

### Influences
Décrit comme le plus à la mode dans son groupe, G-Dragon a énormément influencé les tendances de la mode en Corée du Sud. Ce qui lui a valu le prix du icône du style de 2008 ainsi que le prix de l'homme le plus influent de 2008 décerné par le magazine Arena. Kang Dong-won a également reconnu les influences de G-Dragon et le qualifie de fashionista,.
Lors de la sortie de son album Heartbreaker, son changement de coiffure en blond a gagné en popularité parmi les fans et est devenue l'une des meilleures coiffures de l'année ainsi que son foulard triangulaire qui est devenu une tendance chez les adolescents et qui a été surnommé plus tard le foulard Big Bang,.

### Image
Malgré ses influences, G-Dragon a admis être conscient de son rôle en tant que musicien, en notant comment il avait changé beaucoup de choses, y compris le ton de sa voix parce qu'il était conscient de son travail quand il était en face des autres. Conscient que son image publique est importante, G-Dragon note que « ce que le public perçoit de mon apparence physique est un fait et c'est de ma faute si je donne une mauvaise image ». Il s'oppose fortement à l'idée de chanteurs comme « produits » de l'industrie du divertissement.

## Discographie

### Albums en coréen
- Heartbreaker (2009)
- One Of A Kind (2012)
- Coup D'Etat (2013)
- Kwon Ji Yong (2017)
- Übermensch (2025)

### Album en japonais
- Coup D’État '+ One of a Kind & Heartbreaker (2013)

## Récompenses
| Année | Récompenses |
| ----- | --- |
| 2007  | - 2007 Mnet KM Music Festival : Arrangement musicale ("Lies") |
| 2009  | - 38th Cyworld Digital Music Award : Chanson du mois (septembre) avec Heartbreaker - 2009 Mnet Asian Music Awards : 2009 Meilleur album de l'année avec Heartbreaker - 2009 Melon Music Awards : 2009 Meilleur album de l'année avec Heartbreaker, 2009 Top 10                                    |
| 2010  | - 2010 Cyworld Digital Music Awards : - Ting’s Choice Award - Bonsang Award - 2010 MTV Video Music Awards Japan : Meilleur collaboration avec Rain is Fallin |
| 2012  | - 2012 Mnet Asian Music Awards : Meilleur artiste masculin |
| 2013  | - 2013 Style Icon Awards : Top 10, Icône du style de l'année - 2013 Melon Music Awards : Top 10 - 2013 Mnet Asian Music Awards - Meilleur artiste masculin - Meilleur clip vidéo "NISSAN JUKE" avec Coup d'État - Meilleure Performance de Danse – Solo Masculin - Artiste de l'année BC Unionpay |